# Antiga Forca de Freixiel
A Antiga Forca de Freixiel, também referida apenas como Forca de Freixiel, é um monumento, aparentemente único na Península Ibérica, localizado a nascente da povoação de Freixiel, no Município de Vila Flor, Portugal.
Desde 1958, a Antiga Forca de Freixiel está classificada como Imóvel de Interesse Público.
Implantados num pequeno promontório, como vestígios da forca surgem dois pilares de quadrangulares com quase três metros de altura constituídos por blocos graníticos aparelhados.

## Galeria

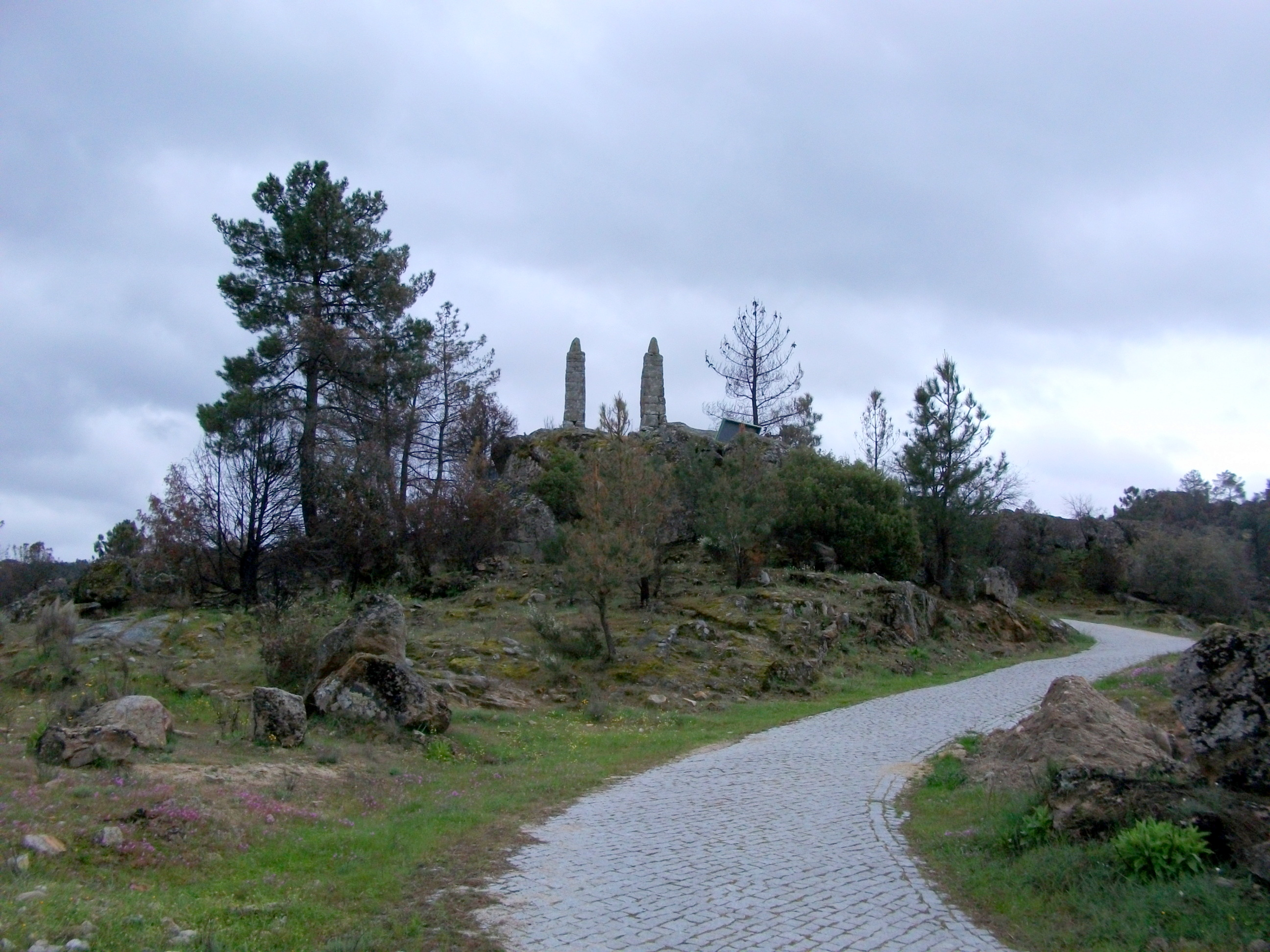
Vista Poente
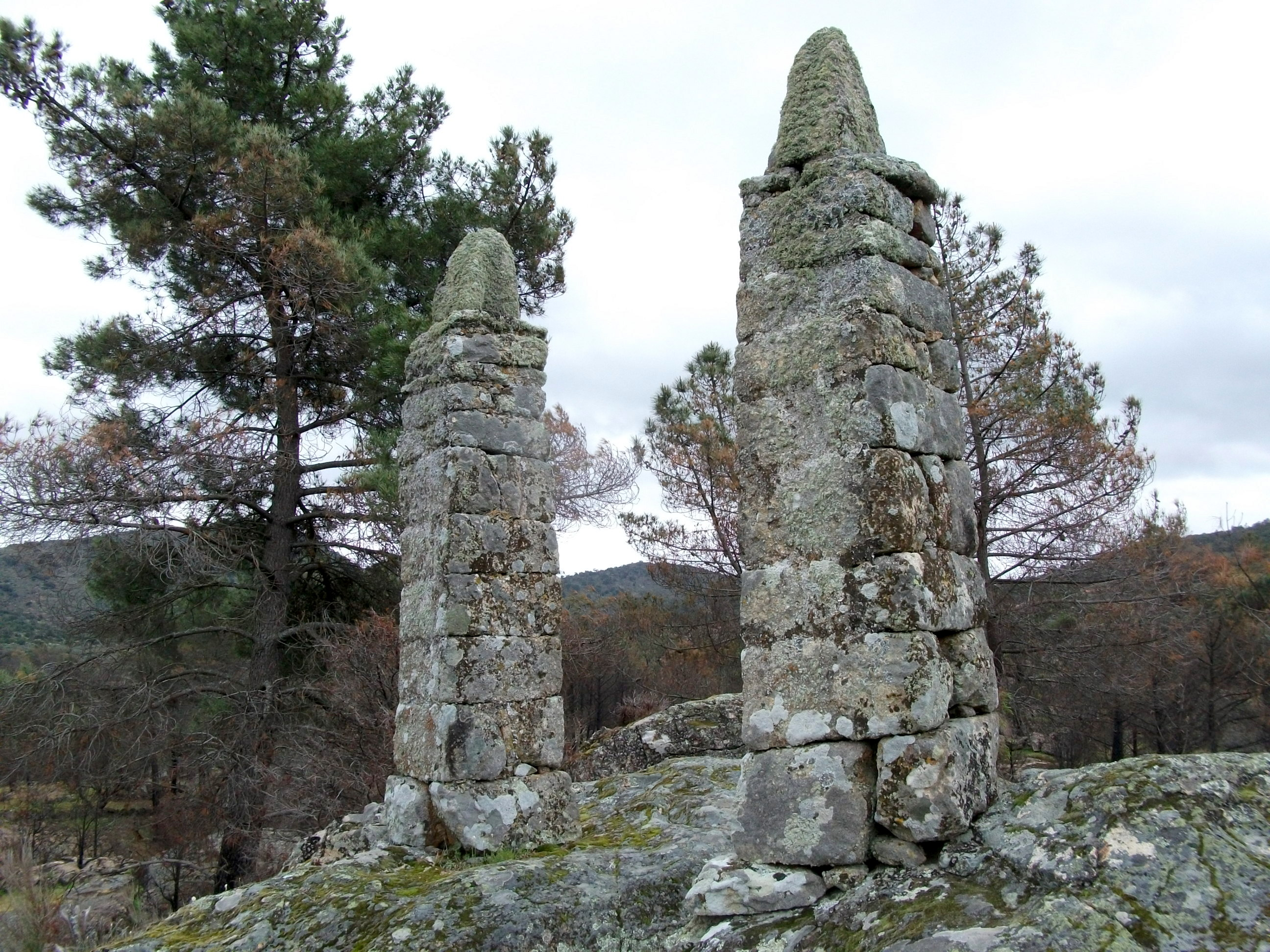
Vista Sudeste
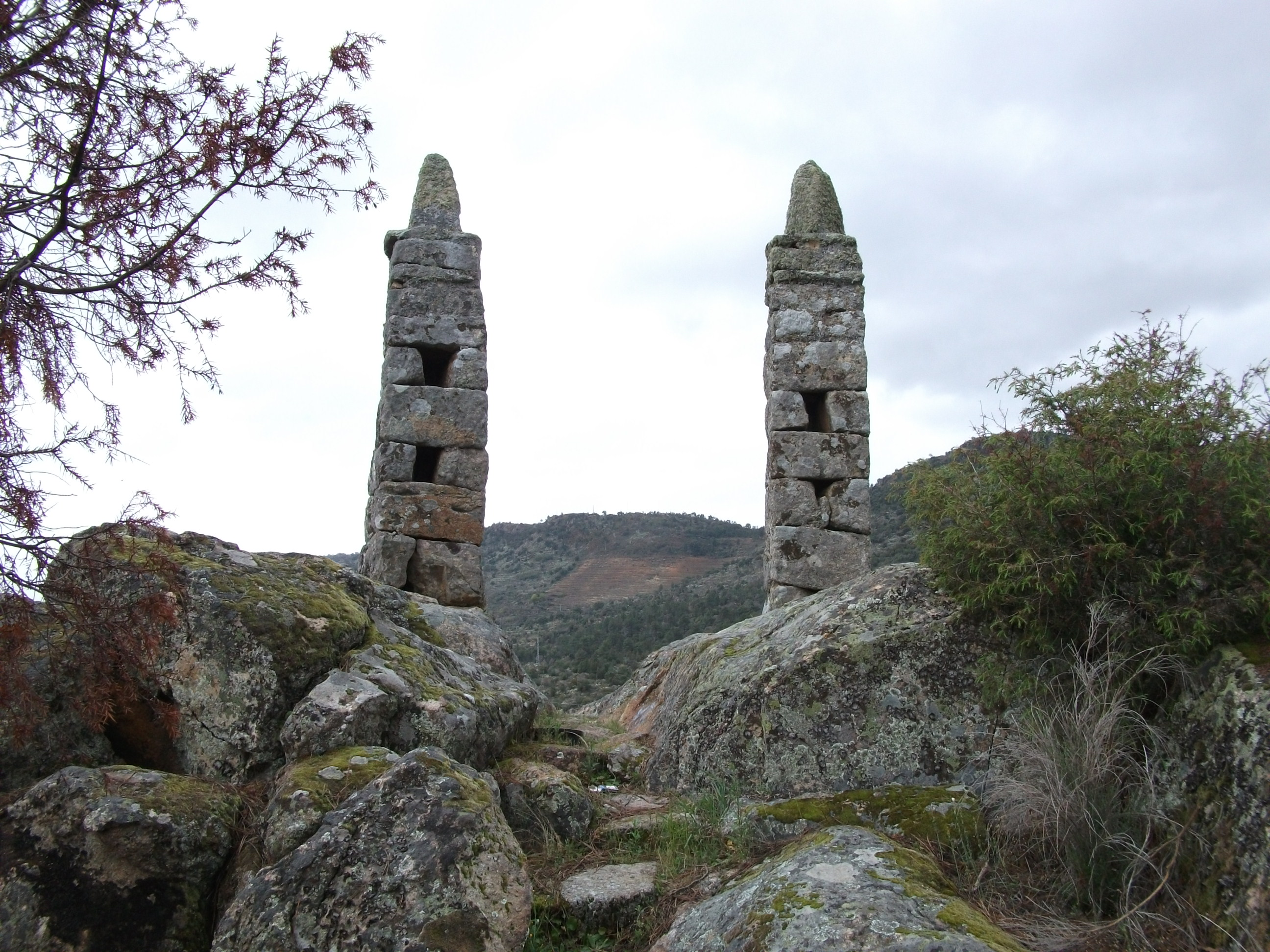
Vista Nascente
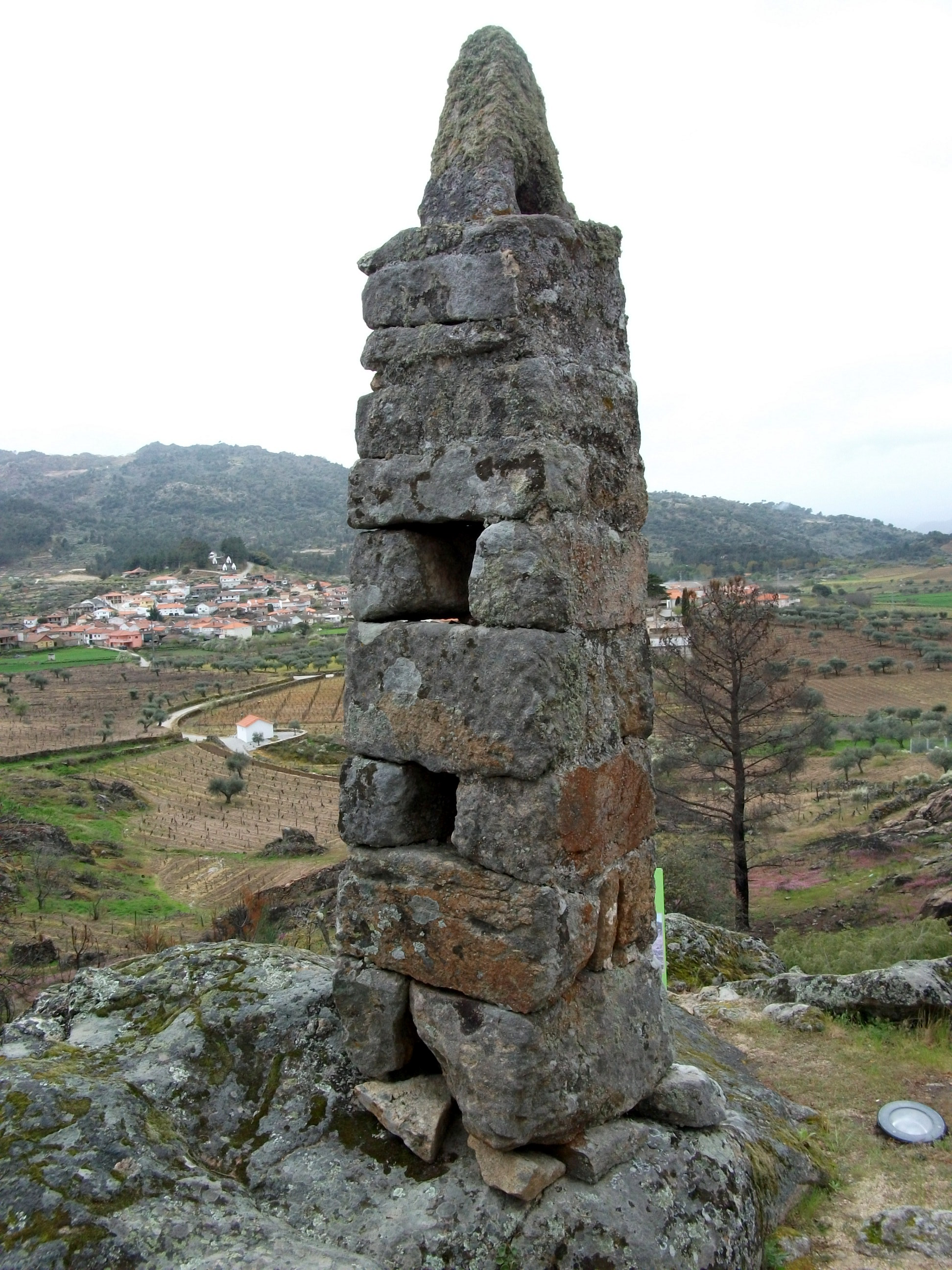
Pilar Sul
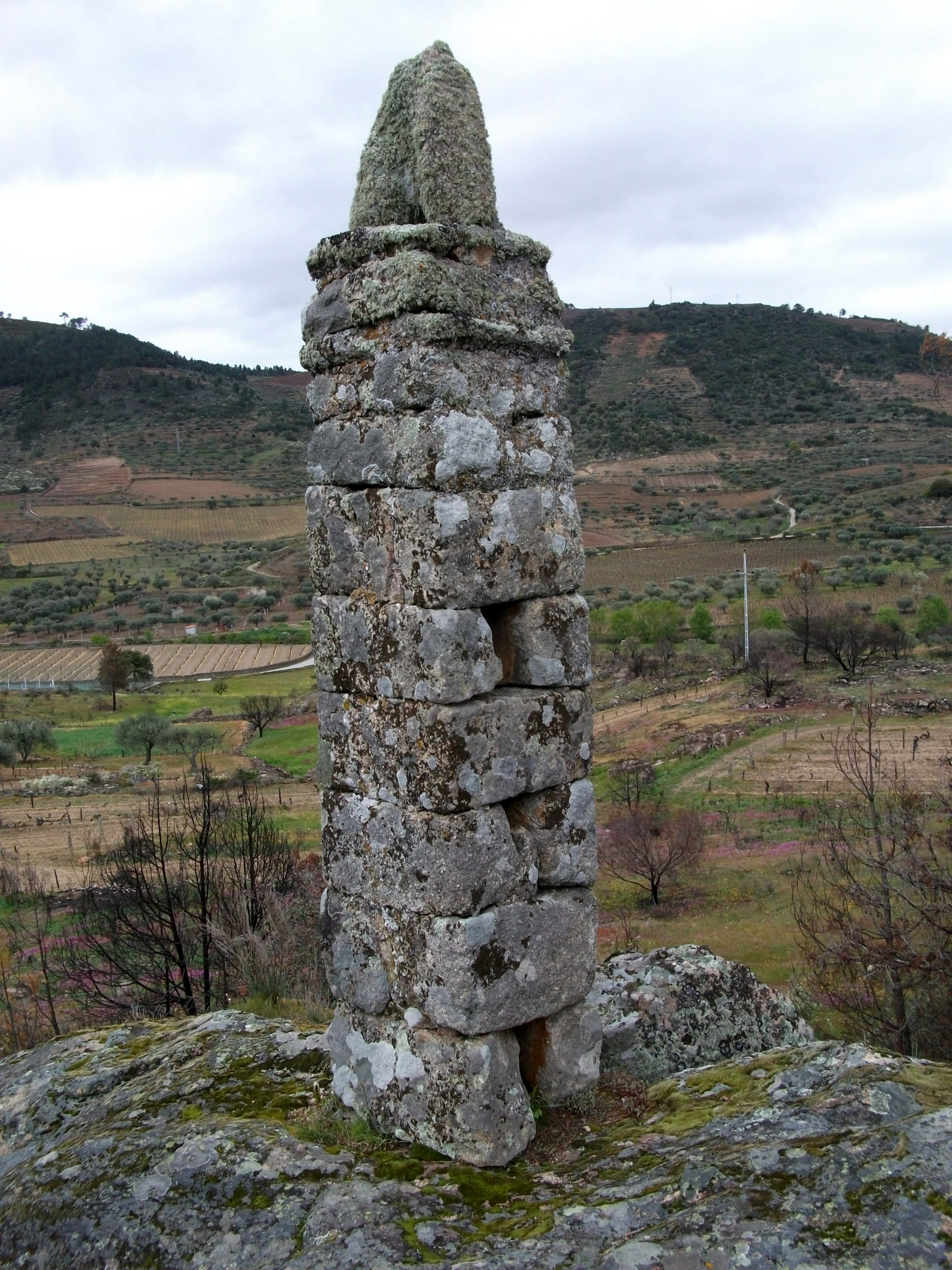
Pilar Norte